# City of Evil
City of Evil (с англ. — «Город зла») — третий студийный альбом группы Avenged Sevenfold, вышедший в июне 2005 года. По словам вокалиста Мэтта Шэдоуса, идея записи альбома, полностью построенного не на экстремальном пении, не была спонтанной и связана с желанием группы развиваться в профессиональном плане. Альбом дебютировал на 30-м месте рейтинга Billboard 200, а в 2009 году получил статус платинового. С продажами 1,5 миллиона экземпляров в Соединённых Штатах и 2,5 миллиона за их пределами альбом считается наиболее коммерчески успешным в дискографии группы.
После релиза альбома были выпущены синглы на песни «Burn It Down», «Bat Country», «Beast and the Harlot» и «Seize the Day», последние три из которых сопровождались видеоклипами.
В 2017 году журнал Rolling Stone поставил City of Evil на 100-е место рейтинга «100 величайших металлических альбомов всех времён».

## Список композиций
| №                   | Название                | Длительность |
| ------------------- | ----------------------- | ------------ |
| 1.                  | «Beast and the Harlot»  | 5:41         |
| 2.                  | «Burn It Down»          | 4:58         |
| 3.                  | «Blinded in Chains»     | 6:35         |
| 4.                  | «Bat Country»           | 5:13         |
| 5.                  | «Trashed and Scattered» | 5:55         |
| 6.                  | «Seize the Day»         | 5:32         |
| 7.                  | «Sidewinder»            | 7:01         |
| 8.                  | «The Wicked End»        | 7:10         |
| 9.                  | «Strength of the World» | 9:14         |
| 10.                 | «Betrayed»              | 6:47         |
| 11.                 | «M.I.A.»                | 8:46         |
| Общая длительность: | Общая длительность:     | 73:10        |

## Использование
- Песня «Beast and the Harlot» использована в игре Burnout Revenge (Criterion Games, 2005). Кавер-версия песни использована в игре Guitar Hero II (Harmonix, 2006), а позже появляется в Guitar Hero Smash Hits (2009) и Rock Band 3 (2010).
- Песня «Blinded In Chains» использована во многих фильмах кабельной и спутниковой телевизионной сети Disney Channel (в том числе в таких хитах как Лив и Мэдди, Истории Райли, Лучшие друзья навсегда) и в видеоигре Need For Speed: Most Wanted (EA, 2005) в качестве сокращённой версии (оригинальная длина 6:34 сокращена до 5:55[5]).
- Песня «Bat Country» появляется в таких видеоиграх как Saints Row 2 (Volition, Inc., 2008), NHL 06 (EA, 2005) и Guitar Hero: Warriors of Rock (Activision, 2010), а также в кинокомедии Дом большой мамочки 2 (20th Century Fox, 2006)[6].